# Saule à oreillettes
Salix aurita
Espèce
Classification APG III (2009)
Le Saule à oreillettes (Salix aurita) ; du  genre Salix, est une espèce de plantes à fleurs de la famille des Salicacées (Salicaceae). C'est l'une des environ 350 espèces de saules. Il tire son nom de stipules de feuilles inhabituellement développées et réniformes, qui évoquent de petites oreilles.
Il est souvent présent avec le Saule marsault (qui peut s'hybrider avec lui), mais il est bien plus rare que le marsault.
C'est un arbuste pionnier de 1 à 3 m, à faible longévité, qui vit en zone tempérée de l'Eurasie, en bordure d'eau ou zone plutôt fraîche ou humide et non acide et plutôt en plein soleil ou en lisière. Il compte souvent parmi les premiers buissons à coloniser les friches humides ou berges de rivières que son système racinaire peut contribuer à épurer.
La plantule est sensible à diverses bactéries et champignons (rouille). Une partie de ses bourgeons sont mangés par les mésanges.

## Description

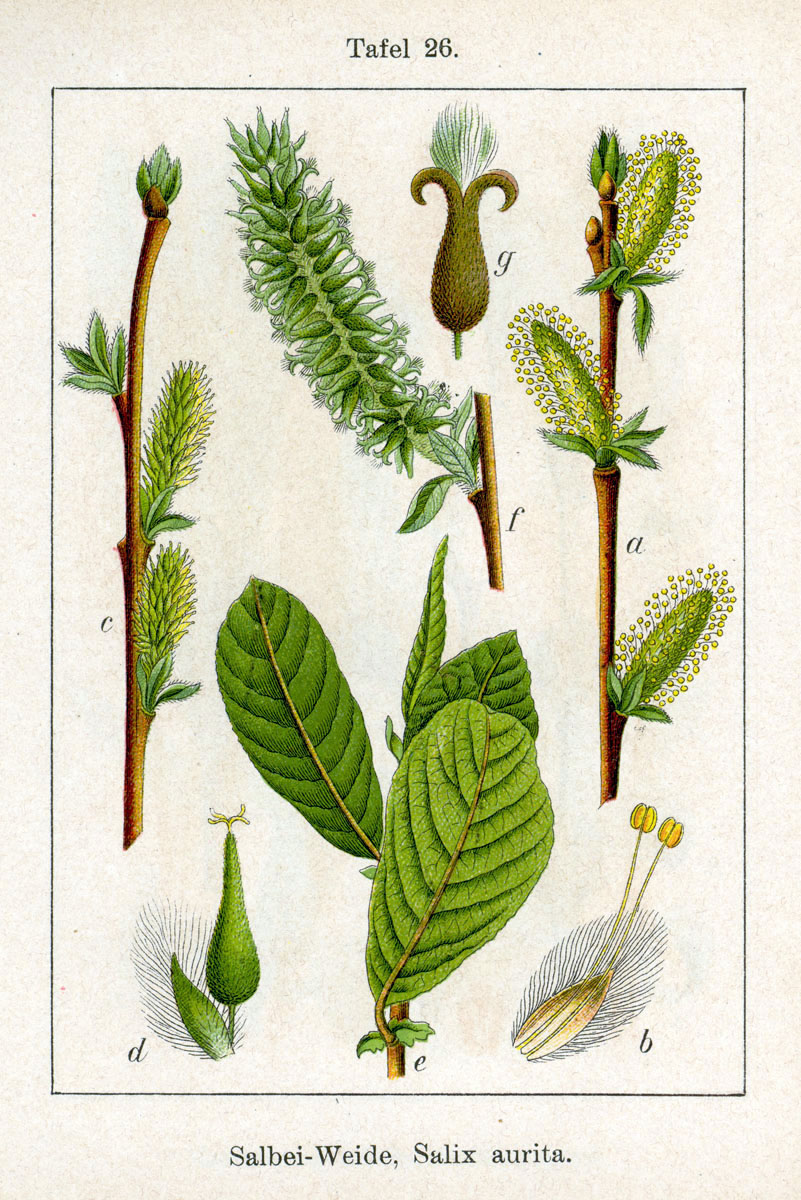
Planche dessinée relative à Salix aurita.

- Tronc : souple les premières années, très rameux
- Feuilles : caduques, petites (1 à 4 cm), alternes, elliptiques, rugueuses et pubescentes sur le dessus, blanchâtres sur le dessous, finement dentées, terminées par une petite pointe déjetée.
- Rameaux : souples et nombreux, de relativement petite taille (par rapport au saule pleureur par exemple) et souvent anguleux, à croissance très rapide quand les conditions sont bonnes.
- Floraison : tardive (avril - mai), avant la feuillaison. Les fleurs forment des chatons dressés mâles ou femelles portés par des pieds différents (plante dioïque).
- Fleurs : minuscules.
- Pollinisation : anémophile (pollinisé par le vent) ou entomophile (pollinisé par les insectes).
- Hybridations : possibles avec d'autres saules (saule marsault en général. On l'appelle d'ailleurs parfois petit marsault).

## Habitat
Ce saule est relativement commun en Europe occidentale jusqu'à 1 700 m, sauf autour de la Méditerranée (excepté en Corse) et sur le trait de côte atlantique.

Pionnier, il apprécie les situations ensoleillées ou semi-ensoleillées, les sols acides et/ou plutôt tourbeux et relativement humides.
On en trouve, dans des zones humides, ripisylves, marécages, forêts humides, landes humides paratourbeuses, etc.

## Usages
- Plante mellifère,
- espèce décorative.
- Il produit un bois homogène, stable, facile à travailler et se courbant facilement, mais peu utilisé comme bois de sculpture car ses troncs sont de faible diamètre, sauf en têtard mais le bois est alors fréquemment creux ou taché.
- Vannerie : ce saule peut fournir des branches longues et souples, traitées comme osier ou (autrefois) pour faire des liens.
- Bois de feu :  médiocre et ne produisant qu'un charbon très léger...
- Usage médicinal : sa feuille a été utilisée comme fébrifuge[1].

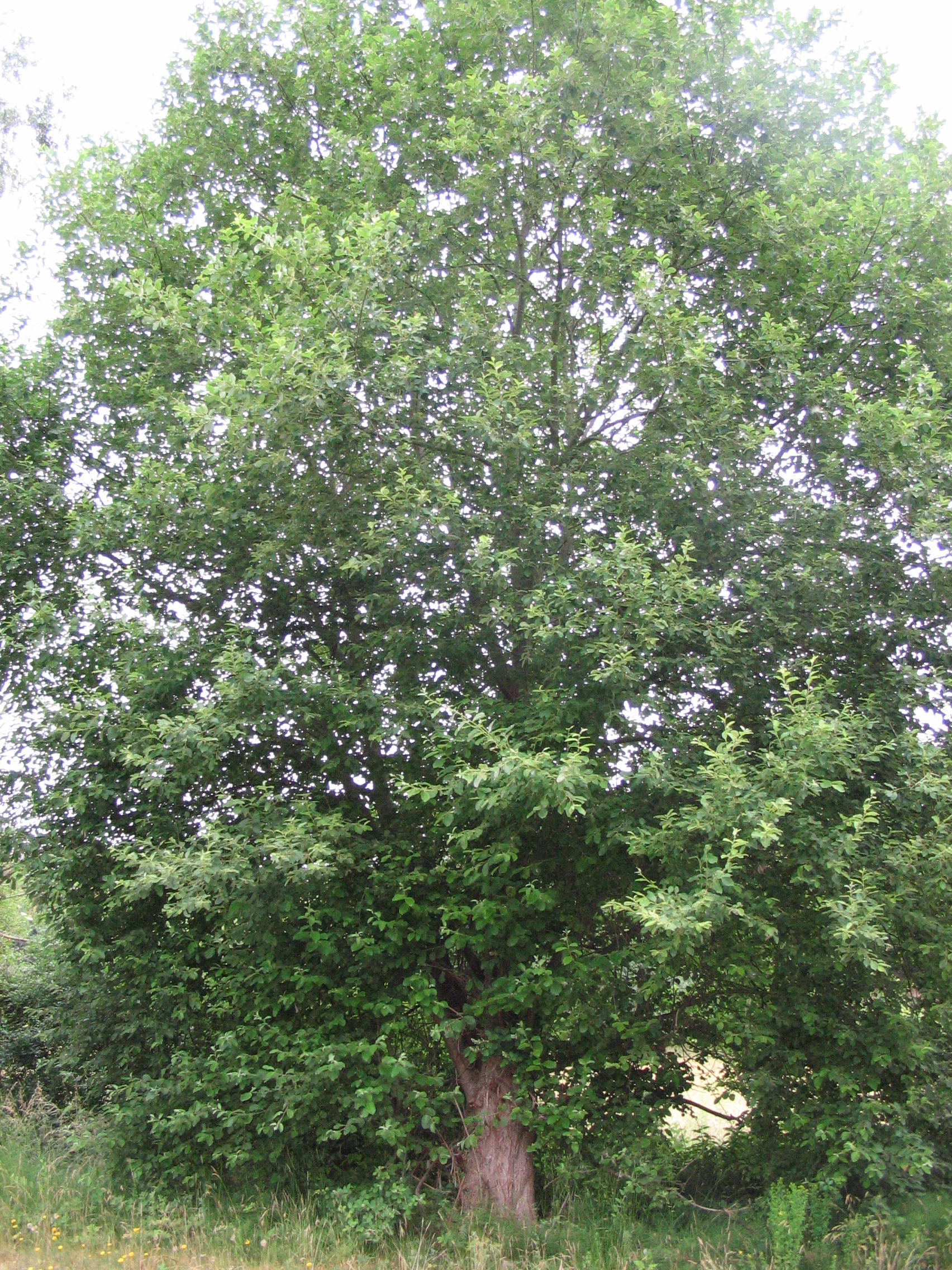
Salix aurita Saint-Aubin-le-Cauf, France,2010.
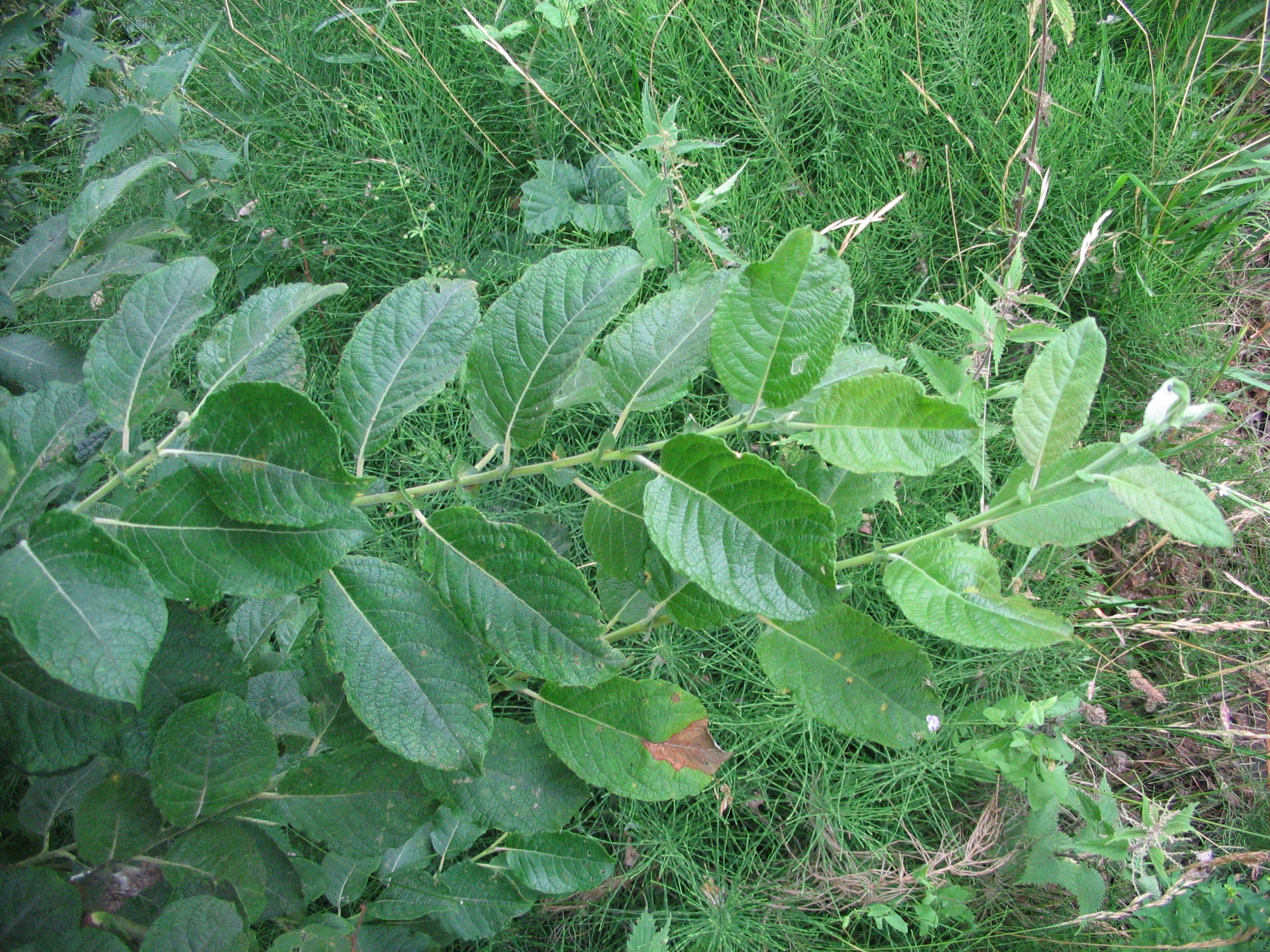
Salix aurita Détail d'une branche.
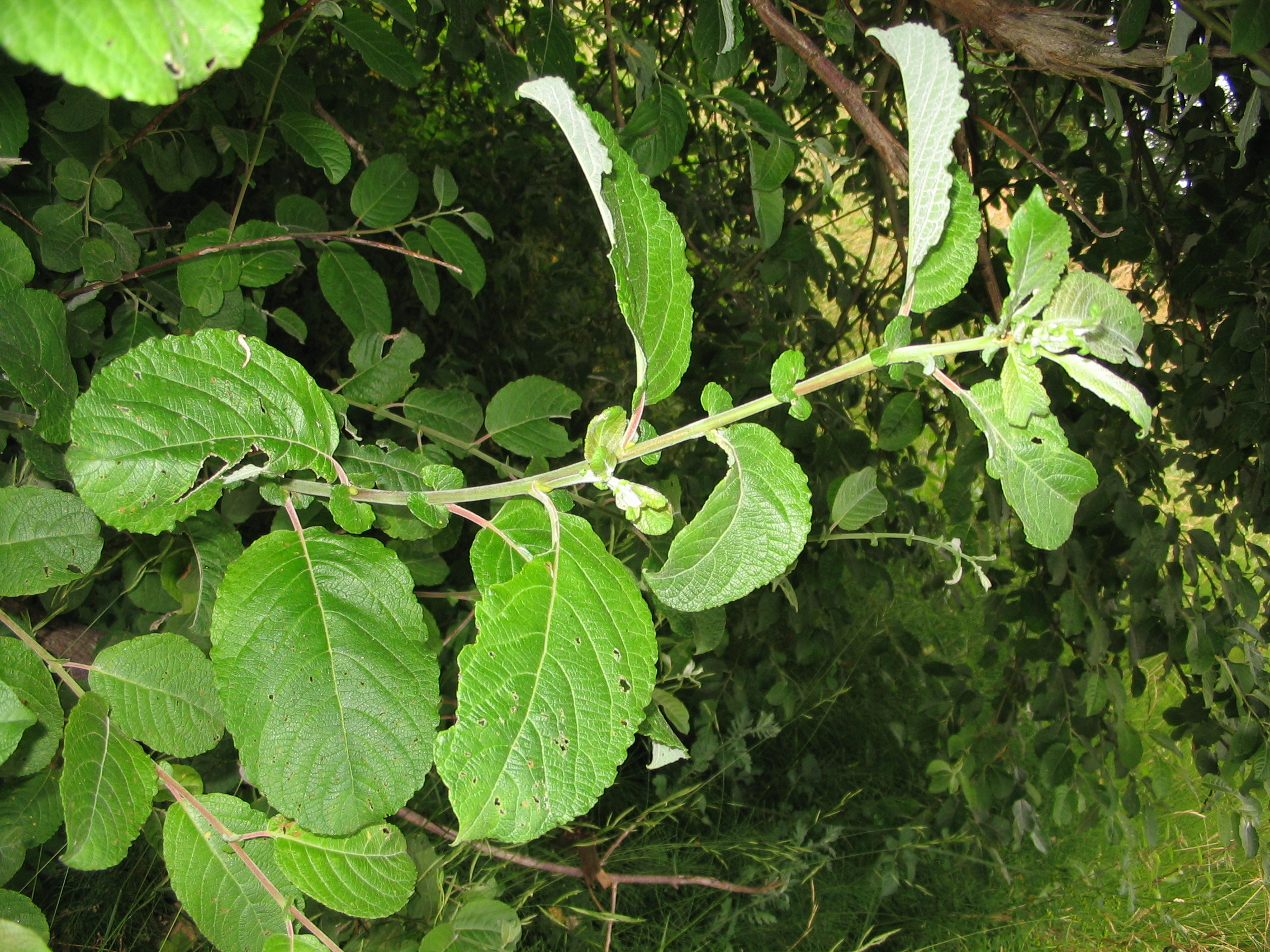
Salix aurita Gros plan des feuilles.